# Haddam

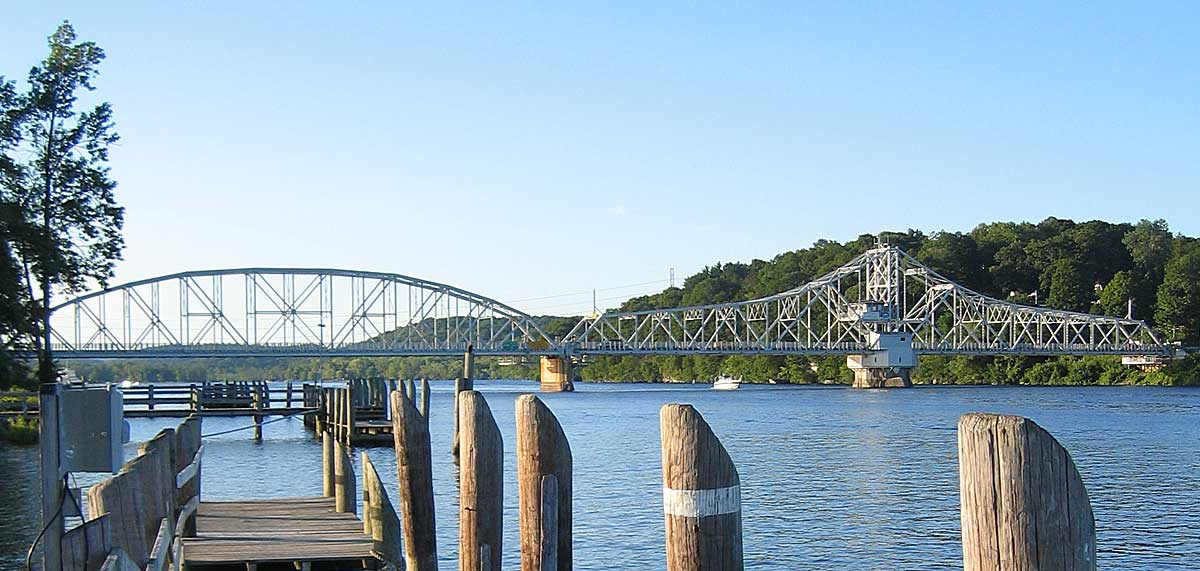
Bro i östra Haddam.

Haddam är en kommun (town) i Middlesex County i delstaten Connecticut, USA. Vid folkräkningen år 2000 bodde 7 157 personer på orten. Den har enligt United States Census Bureau en area på totalt 120,2 km² varav 6,0 km² är vatten.